# Mælketyper
De forskellige mælketyper dækker over mælk med forskelligt fedtindhold. Kærnemælk skiller sig lidt ud fra de øvrige typer både ved egenskaber og produktionsmåde og er derfor selvstændig behandlet.
De forskellige mælketyper er:
- Skummetmælk: Fedtindhold højst 0,5%, som regel kun 0,1%. Kaldtes tidligere også futmælk.
- Minimælk: Fedtindhold 0,4%. Typen er blevet markedsført fra februar 2001 og hører ikke til de standardiserede typer, hvor den falder ind under skummetmælk.
- Letmælk: Fedtindhold 1,5%. Markedsført fra foråret 1973.
- Sødmælk: Fedtindhold mindst 3,5%.
- Tykmælk: Fedtindhold 3,6%
- Surmælk: Fedtindhold 1,5%

 UHT-mælk er mælk, som er varmebehandlet kraftigere end alm. drikkemælk og har en længere holdbarhed. Ved UHT-behandling (Ultra Høj Temperatur) opvarmes mælken til 140 °C i 3-4 sek. 
I Sverige findes de samme mælketyper, men den svenske navngivning er lidt forskellig fra den danske – her er navnene minimjölk, lättmjölk, mellanmjölk og standardmjölk for de fire typer.

## Mælkekartonernes farver
Standardfarver blev indført i 1964, hvor mejerierne blev enige om at bruge de samme farvekoder. Dengang blev mælk dog i vidt omfang stadig solgt på flasker, så det var primært farven på mælkeflaskernes kapsler, man talte om, selvom det også gjaldt for mælkekartoner.
I 1986 ville butikskæden Irma (i anledning af sit 100-års jubilæum) eksperimentere med mælkens udseende, så kunstneren Per Arnoldi fik til opgave at "kaste rundt med farverne". Eksperimentet varede ikke længe, for kunderne rettede sig efter de sædvanlige farver og kom således til at købe noget andet end de troede. I tv-serien Nana fra 1987 ser man dog en af Arnoldis kartoner. Også i Arnoldi/Bonfils: Two Danish Posterartists, 1987, ISBN 87-17-05873-2., ser man disse kartoner.
| Mælketype   | Standardfarve | Arnoldis farver |
| ----------- | ------------- | --------------- |
| Sødmælk     | Mørkeblå      | Rød             |
| Letmælk     | Lyseblå       | Orange          |
| Minimælk    | Lys gråblå    | (fandtes ikke)  |
| Skummetmælk | Grå           | Mørkegrøn       |
| Kærnemælk   | Grøn          | Lyseblå         |
| Piskefløde  | Rød           | Gul             |
| Kaffefløde  | Orange        | Grøn            |

## Ekstern henvisning
- Mælketyper på Arla.dk
- Mælkekartonernes farve på Arla.dk